# Ford Kuga
Ford Kuga er en kompakt SUV baseret på C1-platformen. Som køber kan man vælge mellem to versioner med enten for- eller firehjulstræk. Begge versioner er udstyret med en 2.0L dieselmotor eller en 2.5L benzinmotor. 
Bilen blev sat i produktion i 2008 i Saarlouis, Tyskland. I Storbritannien koster bilen fra £20,500 – en pris der minder meget om prisen for andre mindre SUV’er som Peugeot 4007, Citroën C-Crosser og Opel Antara. Bilens brændstofforbrug er 6,41L/100 km. 

## Internationale markeder
I 2007 besluttede Ford at sælge Kuga-modellen i Nordamerika, men beslutningen blev siden skrinlagt. I juli 2008 blev det endnu engang offentliggjort, at Ford planlægger at introducere Kuga’en i Nordamerika. I oktober 2009 kom det frem, at Ford planlægger at bygge Kuga’en på fabrikken i Louisville. Senere, i 2010, blev det klart, at Ford vil stoppe produktionen af 2. generation af Ford Escape og i stedet sælge Kuga’en som den næste Ford Escape-generation. Siden 2010 har Ford Kuga’en været på markedet i Argentina. 
Det er sandsynligt, at Kuga’en vil komme på markedet som hybridbil. Hvis det sker, bliver Kuga’en den første hybridbil produceret af Ford og solgt i Europa.
- Ford Kuga 2.0 TDCi bagende
- Ford Kuga 2.0 TDCi front
- Ford Kuga 2.0 TDCi interiør
- Ford Kuga 2.0 TDCi afsløret i 2007

## Tekniske specifikationer
| Model                 | Cylindre | Ventiler | Slagvolume cm³ | Max. effekt kW (hk) / omdr. | Max. drejningsmoment Nm / omdr. | 0-100 km/t sek. | Topfart km/t | Byggeår     |
| --------------------- | -------- | -------- | -------------- | --------------------------- | ------------------------------- | --------------- | ------------ | ----------- |
| Benzinmotorer         |          |          |                |                             |                                 |                 |              |             |
| 2.5 Duratec           | 5        | 20       | 2521           | 147 (200) / 6500            | 320 / 1600 − 4000               | 8,2             | 210          | 2008 −      |
| Dieselmotorer         |          |          |                |                             |                                 |                 |              |             |
| 2.0 Duratorq TDCi DPF | 4        | 16       | 1997           | 100 (136) / 4000            | 320 / 2000                      | 10,6            | 182          | 2008 − 2010 |
| 2.0 Duratorq TDCi DPF | 4        | 16       | 1997           | 103 (140) / 3750            | 320 / 1750 − 2750               | 10,2            | 186          | 2010 −      |
| 2.0 Duratorq TDCi DPF | 4        | 16       | 1997           | 120 (163) / 3750            | 340 / 2000 − 3250               | 9,6             | 195          | 2010 −      |